# Ulrike Mosel
Ulrike Mosel (* 2. August 1946 in Rinteln) ist eine deutsche Sprachwissenschaftlerin und Hochschullehrerin.

## Leben und Wirken
Nach ihrer Reifeprüfung 1966 in Kiel studierte Ulrike Mosel von 1966 bis 1968 Ägyptologie an der Universität München, anschließend bis 1974 Semitistik. Ihre Promotion erfolgte 1974 bei Anton Spitaler über „Die syntaktische Terminologie bei Sibawaih“. Bis 1984 war sie dann als wissenschaftliche Assistentin bzw. Mitarbeiterin an einem DFG-Projekt an der Universität München tätig, wo sie sich 1983 für Allgemeine Sprachwissenschaft habilitierte. Von 1984 bis 1989 war sie als Heisenberg-Stipendiatin an der Universität Köln tätig. Von 1990 bis 1995 lehrte sie an der Australian National University in Canberra. Von 1995 bis 2011 war sie Professorin für Allgemeine und Vergleichende  Sprachwissenschaft an der Christian-Albrechts-Universität zu Kiel.
Ulrike Mosel beschäftigt sich vor allem mit der Linguistik der Sprachen pazifischer Völker.

## Veröffentlichungen (Auswahl)
- Tolai and Tok Pisin. The influence of the substratum on the development of New Guinea Pidgin (= Pacific linguistics, Ser. B, Bd. 73). Dept. of Linguistics, Research School of Pacific Studies, Australian National Univ., Canberra 1980, ISBN 0-85883-229-1.
- Tolai syntax and its historical development (= Pacific linguistics, Ser. B, Bd. 92). Dept. of Linguistics, Research School of Pacific Studies, Australian National Univ., Canberra 1984, ISBN 0-85883-306-9.
- Subject in Samoan. In: Donald C. Laycock/ Werner Winter (Hrsg.): A world of language. Papers presented to Professor S. A. Wurm on his 65th birthday (= Pacific linguistics, Ser. C, Bd. 100). Dept. of Linguistics, Research School of Pacific Studies, Australian National Univ., Canberra 1987, S. 455–479, ISBN 0-85883-357-3.
- (mit Even Hovdhaugen): Samoan reference grammar. Scandinavian University Press, London 1992, ISBN 82-00-21668-3.
- (Mitautorin): Jost Gippert (Hrsg.): Essentials of language documentation (= Trends in linguistics/Studies and monographs, Bd. 178). Mouton de Gruyter, Berlin 2006, ISBN 3-11-018864-3.
- Type shifts and noun class changes under determination in Teop. In: Doris Gerland (Hrsg.): Meaning and grammar of nouns and verbs (= Studies in language and cognition, Bd. 1). Dup, Düsseldorf 2014, S. 49–76, ISBN 3-943460-64-9.

Außerdem zahlreiche Aufsätze in Fachzeitschriften und Sammelbänden.